# 최단아

최단아(1985년 4월 7일 ~)은 대한민국의 배구 선수이다.

## 출신 학교
- 경남여자중학교
- 경남여자고등학교